# Galvão: Olha o Que Ele Fez
Galvão: Olha o Que Ele Fez é um documentário brasileiro de cinco episódios, que narra toda a trajetória de Galvão Bueno ao longo de seus 41 anos à frente da TV Globo. A série é dirigida por Gustavo Gomes e Sidney Garambone e estreou no Globoplay em 18 de maio de 2023.

## Antecedentes e produção

### Aposentadoria de Galvão Bueno das narrações
Em 24 de março de 2022, em uma entrevista ao jornal O Globo, o narrador anunciou que deixaria as narrações da TV Globo após a Copa do Mundo FIFA de 2022, fechando assim um ciclo de 41 anos na emissora (sendo 29 anos seguidos). O último jogo narrado por Galvão na TV Globo foi a decisão da Copa de 2022 entre Argentina x França. No dia dia 23 de abril, o locutor esportivo fechou um contrato de quatro anos com a empresa Play9, de propriedade do youtuber Felipe Neto. Mesmo tendo anunciado a aposentadoria da narração das mídias da Globo, focando exclusivamente em seu canal do YouTube intitulado GB, o narrador renovou seu contrato por mais dois anos na TV Globo em 16 de dezembro, sendo confirmado como comentarista especial durante as transmissões dos Jogos Olímpicos de Verão de 2024, além de fazer parte do time de chamadas dos esportes da emissora. Após a saída da Globo, Galvão estreou seu canal no YouTube no dia 25 de março de 2023, com a transmissão do amistoso entre Brasil e Marrocos.

### Anúncio e lançamento
Em abril de 2022, a Globo anunciou que iria preparar uma espécie de "Arquivo Confidencial" para se despedir de Galvão. Em julho de 2022, o Globoplay deu início a produção de um documentário sobre a trajetória de Galvão Bueno, gravando todos os passos do narrador, com previsão inicial para o final do ano. A série teve como nome provisório O Incrível Galvão, que também anunciou uma série de entrevistas com várias pessoas que passam na vida de Bueno, entre elas o ex-jogador Zinho que fez as pazes com Galvão após 28 anos, uma vez que este era bastante criticado pelo locutor durante a exitosa campanha da seleção brasileira na Copa do Mundo de 1994. A produção tentou um reencontro com Luiz Felipe Scolari, mais conhecido como Felipão, mas não obteve sucesso após a recusa desse em participar da entrevista por conta de mágoas referentes à Copa do Mundo de 2014, quando o técnico foi duramente criticado pelo Galvão por conta do mineiraço.
Após vários adiamentos na produção da série, em 4 de maio de 2023, a Globo anunciou seu lançamento na plataforma de streaming para o dia 18 de maio e agora adotando o nome Galvão: Olha o Que Ele Fez, em referência a um dos bordões do narrador. No mesmo dia do lançamento dos dois primeiros episódios do documentário, os mesmos também foram exibidos no SporTV, numa faixa especial às 23h, após o programa Troca de Passes. O documentário também ganhou exibição na TV Globo, mas como especial de fim de ano no dia 13 de dezembro de 2023 em formato de telefilme.

## Enredo
A série narra a trajetória de Galvão Bueno ao longo de seus 41 anos de TV Globo, relembrando detalhes de sua vida pessoal, polêmicas e eventos marcantes que fizeram a história de uma das principais vozes do esporte brasileiro.

## Elenco
- Galvão Bueno
- Boni[1]
- Arnaldo Cezar Coelho[1]
- Reginaldo Leme[1]
- Walter Casagrande[1]
- Falcão[1]
- Tino Marcos[1]
- Mauro Naves[1]
- Marcos Uchôa[1]
- William Bonner[1]
- Fátima Bernardes[16]
- Hortência Marcari[1]
- Ronaldo Nazário[1]
- Romário[1]
- Cafu[1]
- Zico[1]
- Kaká[1]
- César Cielo[1]
- Felipe Massa[1]
- Rubens Barrichello[1]
- Zinho[1]
- Marcelo Adnet[1]
- Hubert Aranha[1]

## Episódios
| Temporada | Temporada | Episódios | Episódios | Originalmente lançado | Originalmente lançado | Originalmente lançado |
| Temporada | Temporada | Episódios | Episódios | Estreia da temporada  | Final da temporada    | Emissora              |
| --------- | --------- | --------- | --------- | --------------------- | --------------------- | --------------------- |
|           | 1         | 5         | 5         | 18 de maio de 2023    | 1 de junho de 2023    | Globoplay             |

| N.º na série | N.º na temp. | Título                     | Dirigido por    | Escrito por                      | Exibição original  |
| --- | ------------ | -------------------------- | --------------- | -------------------------------- | ------------------ |
| 1 | 1            | "O Menino Por Trás da Voz" | Rafael Carneiro | Sydney Garambone e Gustavo Gomes | 18 de maio de 2023 |
| Os pais se separam e Galvão se torna uma criança sem raiz. A paixão pelo esporte é o caminho. Mas o trabalho faz dele um pai ausente. E a família sofre as consequências. |              |                            |                 |                                  |                    |
| 2 | 2            | "Surge o Poderoso Galvão"  | Rafael Carneiro | Sydney Garambone e Gustavo Gomes | 18 de maio de 2023 |
| Galvão cresce na Globo, tem os primeiros desagravos, e deixa a emissora. Volta maior e querendo se impor. Mas pede desculpas por exageros na narração.                    |              |                            |                 |                                  |                    |
| 3 | 3            | "A maior derrota"          | Rafael Carneiro | Sydney Garambone e Gustavo Gomes | 25 de maio de 2023 |
| Galvão começa a colecionar desafetos. Mas a morte de Ayrton Senna o transforma em ícone do jornalismo esportivo.                                                          |              |                            |                 |                                  |                    |
| 4 | 4            | "Ego nas alturas"          | Rafael Carneiro | Sydney Garambone e Gustavo Gomes | 25 de maio de 2023 |
| Tanto sucesso mexe com a cabeça. Galvão comete erros, mas sempre em busca do que ele acha que é o melhor. Enfrenta uma onda de rejeição. Mas aprende a rir de si mesmo.   |              |                            |                 |                                  |                    |
| 5 | 5            | "A última página?"         | Rafael Carneiro | Sydney Garambone e Gustavo Gomes | 1 de junho de 2023 |
| Velhas amizades se desfazem. Mas surgem novas mais fortes. E Galvão narra sua última final de Copa do Mundo pela Globo. É hora de virar uma página, e encontrar uma raiz. |              |                            |                 |                                  |                    |